# Hypsicera lobata
Hypsicera lobata là một loài tò vò trong họ Ichneumonidae.